# Ambasciatori austriaci presso la Santa Sede
L'ambasciatore austriaco presso la Santa Sede è il primo rappresentante diplomatico dell'Austria (già del Sacro Romano Impero, dell'Impero austriaco e dell'Impero austro-ungarico) presso la Santa Sede (Stato Pontificio sino al 1870).
L'ambasciatore austriaco ha inoltre competenze di rappresentanza del governo austriaco anche presso il Sovrano Militare Ordine di Malta e la Repubblica di San Marino.
Per quanto riguarda lo Stato Pontificio, l'Austria ebbe da sempre relazioni con il papato, le quali vennero regolamentate alla fine del Seicento con l'istituzione di una prima vera e propria legazione fissa. Quando lo Stato Pontificio venne annesso alla Francia napoleonica dal 17 maggio 1809 al 24 maggio 1817, le relazioni tra i due stati si interruppero e ripresero solo dopo la restaurazione pontificia di Pio IX. Nel 1856 la legazione austriaca fu elevata al rango di ambasciata. Quando le truppe del Regno di Sardegna attaccarono lo Stato Pontificio nel 1860 e ne sconfissero le truppe, le legazioni di Bologna, Ferrara e della Romagna vennero annesse con l'Umbria e le Marche al Regno di Sardegna e pertanto l'ambasciatore austriaco presso lo Stato Pontificio perse le proprie funzioni su quei territori. Quando l'intero Stato pontificio venne annesso al Regno d'Italia le relazioni tra Austria e Santa Sede non si interruppero, ma continuarono stabilmente.
L'attuale sede si trova in via Reno, 9 a Roma. Tra il 1797 e il 1916 ebbe sede a Palazzo Venezia (finché questo non fu sequestrato dal governo italiano), come diretta erede di quella della Serenissima Repubblica di Venezia.

## Sacro Romano Impero
- 1492: Filiberto Naturelli
- ?-?: Luca de Renaldis
- 1503: Costantino de Areniti
- 1510-1520: Alberto III Pio di Savoia
- 1691-1696: Antonio Floriano del Liechtenstein
- 1696-1700: Georg Adam von Martinitz
- 1700-1714: Leopold Joseph von Lamberg
- 1714-1719: Wolfgang Hannibal von Schrattenbach
- 1719-1720: Francesco del Giudice
- 1720-1722: Michael Friedrich von Althann
- 1722-1735: Francisco Xavier Álvarez de Cienfuegos
- 1735-1739: Johann Philipp Harrach
- 1739-1744: Joseph Maria von Thun und Hohenstein
- 1744-1779: Alessandro Albani
- 1779-1799: František Herzan von Harras
- 1800-1802: Filippo Carlo Ghisilieri Calderini
- Interruzione delle relazioni diplomatiche per l'annessione dello Stato Pontificio alla Francia napoleonica

## Impero austriaco
- 1814: Ludwig von Lebzeltern
- 1817-1820: Aloys von Kaunitz-Rietberg
- 1820-1826: Anton Apponyi
- 1826-1848: Rudolf von Lützow

Vacante
- 1848-1856: Moritz Esterházy de Galantha
- 1856-1859: Franz de Paula von Colloredo-Wallsee
- 1859-1865: Alexander von Bach
- 1865-1867: Alexander von Huebner

## Impero austro-ungarico
- 1867: Alberto Crivelli
- 1867-1868: Moritz Franz von Ottenfels-Geschwind
- 1868-1872: Ferdinand von Trauttmansdorff
- 1872: Alois Karl Kübau di Kübeck
- 1872-1873: Raphael von Hübener
- 1873-1888: Ludwig von Paar
- 1888-1901: Friedrich Revertera von Salandra
- 1901-1911: Nikolaus Szécsen von Temerin
- 1911: Johann von Schönburg-Hartenstein
- 1911-1919: Moritz von Pálffy

## Repubblica austriaca
- 1919-1920: Moritz von Pálffy
- 1920-1928: Ludwig von Pastor
- 1928-1952: Rudolf Kohlruss
- 1952-1961: Bernhard Joseph Kripp
- 1961-1966: Johannes Coreth
- 1966-1969: Johannes Schwarzenberg
- 1969-1974: Hans Reichmann
- 1974-1980: Gordian Gudenus
- 1980-1981: Karl Diem
- 1981-1983: Johannes Proksch
- 1983-1984: Karl Diem
- 1984-1988: Hans Pasch
- 1988-1994: Georg Hohenberg
- 1994-1997: Christoph Cornaro
- 1997-2001: Gustav Ortner
- 2001-2005: Walter Greinert
- 2005-2006: Helmut Türk
- 2006-2011: Martin Bolldorf
- 2011-2018: Alfons M. Kloss
- Dal 2018: Franziska Honsowitz-Friessnigg